# Narodni park Jangudi Rasa
Narodni park Jangudi Rasa (amharsko ያንጉዲ ራሳ ብሔራዊ ፓርክ, dob. 'yanigudī rasa biḥērawī pariki') je narodni park v Etiopiji v regiji Afar.

## Geografija
Park obsega 4731 kvadratnih kilometrov ozemlja, to pa vključuje goro Jangudi (1383 m) blizu južne meje in okoliško planoto Rasa z nadmorsko višino od 400 do 1459 m. Od juga proti severu teče reka reka Avaš.
Sedež parka je južno od parka v Gevaneju. Cesta Avaš-Aseb poteka severno in južno skozi park.
Park meji na rezervat divjih živali Mille-Serdo na severu, nadzorovano lovsko območje Avaš Zahod na zahodu in rezervat divjih živali Gevane na jugu.

## Rastlinstvo
Peščena polpuščava in gozdnata travišča pokrivajo večino območja parka. Domače trave so Aristida sp., Chrysopogon plumulosus, Dactyloctenium scindicum, srakonja Digitaria sp., Lasiurus scindicus in Sporobolus ioclados, ki zagotavljajo krmo za divje pašne živali in živino. Ob reki Avaš so močvirja in rečni gozdovi.

## Živalstvo
Narodni park Jangudi Rasa je dom 36 vrstam sesalcev in 200 vrstam ptic, zabeleženih v biomu parka. Predlagana je bila zaščita somalskega divjega osla (Equus africanus somaliensis), podvrste afriškega divjega osla. Divji osli se pasejo na travi in živijo v majhnih skupinah. Pred kratkim je divji osel v Jagundi Rasi izumrl. Majhna populacija divjih oslov sicer ostaja v sosednjem rezervatu divjih živali Mille-Serdo (8766 km²).
Velike živali, ki izvirajo iz parka, so gerenuk (Litocranius walleri), Soemmerringova gazela (Nanger soemmerringii), bajza, lev, Grevijeva zebra (Equus grevyi), gepard in leopard. Druge živali, ki živijo znotraj zavarovanih območij, so gazela Dorcas (Gazella dorcas), grivasti pavijan, uhata lisica, podsedliški šakal, lisasta hijena (Hyaena hyaena) in Pižmova hijena (Proteles cristatus).
Zanimive vrste ptic so mali plamenec (Phoeniconaias minor), kratkoprsti vrabec (Carpospiza brachydactyla) in arabska droplja (Ardeotis arabs). Južna postovka in stepski lunj sta edini znani svetovno ogroženi vrsti somalijsko-masajskih biomov v parku. Druge vrste ptic, ki tu živijo, so sabljasti martinec (Xenus cinereus), somalski noj (Struthio molybdophanes), mali martinec (Actitis hypoleucos), rdečenogi martinec (Tringa totanus), rjavoglavi srakoper, črnočeli srakoper (Lanius minor) in vrtni strnad (Emberiza hortulana).

## Ohranjanje
Park je leta 1969 določila etiopska vlada. Park ni bil uradno ustanovljen in desetletja Etiopski upravi za varstvo divjih živali (EWCA) ni bilo dodeljenih dovolj sredstev in osebja za učinkovito upravljanje parka.
Domačini so afarski pastirji, ki pasejo živino v parku in ob njem.